# Hydrotaea longitarsis
Hydrotaea longitarsis este o specie de muște din genul Hydrotaea, familia Muscidae, descrisă de Fritz Isidore van Emden în anul 1943. Conform Catalogue of Life specia Hydrotaea longitarsis nu are subspecii cunoscute.